# Holmestrand
Holmestrand là một thành phố và đô thị ở hạt Vestfold, Na Uy. Trung tâm hành chính của đô thị là thành phố của Holmestrad. Thành phố được thành lập như là một đô thị ngày 1 tháng 1 năm 1838 (xem formannskapsdistrikt). Đô thị láng giềng nông thôn Botne được sáp nhập vào đô thị Holmestrand ngày 1 tháng 1 năm 1964. 